# ابوالمجد بیضاوی
ابوالمجد بیضاوی  یکی از پزشکان فارس در قرن پنجم هجری قمری بود. کتاب او به نام مختصر در علم تشریح شامل یک مقدمه و دو کتاب می باشد که در موزه بریتانیا موجود است. مقدمه شامل چهار فصل در بحث اعضاء بر سبیل اجمال. کتاب اول شامل پنج باب در تشریح اعضای مفرده. کتاب دوم شامل هفده باب در تشریح اعضای مرکبه.‌